# حي الليلية
يقعُ حيُّ الليلية في مدينة الحسكة شمال شرقي سوريا، في القسم الجنوبي مِن المدينة التي يقسمها نهرُ الخابور «خابور الفرات» إلى قسمٍ شمالي وقسمٍ جنوبي.
ويحدُّ الحي من الجنوب كلية الآداب والعلوم الإنسانية في الحسكة ومديرية الكهرباء ومشفى الأطفال الوحيد في المحافظة، ومن الشمال نهر الخابور، ومن الشرق سجن الحسكة المركزي، ومن الغرب حي النشوة الشرقية.
تمتد بعضُ الأراضي الزراعية في قسمه الشمالي عند نهر الخابور.
تعرَّض الحي لتدمير بعض بيوته بسبب المعارك التي حصلت بين الحكومة السورية من جهة وتنظيم الدولة الإسلامية من جهة أخرى صيف عام 2015 وانتهت بسيطرة وحدات حماية الشعب الكردية على الحي بعد تدخلها لصالح قوات النظام السوري.